# Mi madre cocina mejor que la tuya
Mi madre cocina mejor que la tuyafue un programa de televisión culinario español, producido por Mediaset España.
En 2014 fue un formato diario creado para su emisión en Cuatro, el cual fue presentado por el chef Sergio Fernández y fue retirado tras 94 programas. Posteriormente, Mediaset rescató el programa para su emisión semanal durante el verano de 2018 en Telecinco, esta vez presentado por Santi Millán y con concursantes famosos (solo el primer episodio) y anónimos (los tres restantes). Sin embargo, debido a sus bajos índices de audiencia, fue retirado de la programación después de haberse emitido únicamente cuatro programas.

## Equipo

### Primera etapa
- Sergio Fernández: Chef y presentador del concurso.
- María Jiménez Latorre: Jurado del programa.

### Segunda etapa
- Santi Millán: Presentador del concurso.
- Juan Echanove: Juez gastronómico
- Rodrigo de la Calle: Chef y asesor de concursantes
- Pepa Muñoz: Chef y asesora de concursantes.

## Mecánica

### 1.ª etapa (2014)
Los dos concursantes (madre e hijo/a) deberán realizar un plato hecho por su madre en el que en el primer paso del programa deberán, durante 60 segundos escoger y coger los ingredientes para el plato. Luego, tendrán que, durante 35 minutos, cocinar el plato (la madre no puede entrar pasados los primeros 15 minutos). Acabado el tiempo, los platos serán juzgados por el jurado y al final será declarada la pareja vencedora que ganará 500 € y regresará al siguiente programa. En su versión semanal, el premio son 6.000 €, aunque ya no vuelven al siguiente programa.

### 2.ª etapa (2018)
La primera parte del concurso se llama "Seguir al Chef" en la cual los hijos cocinan (y deben memorizar) la receta al unísono con su chef y el ganador tendrá una bonificación de cinco minutos extra para el posterior cocinado con la madre. A continuación, con un tiempo preestablecido por el chef, tendrán que explicar a las madres la receta y éstas la cocinarán. En los primeros diez minutos de elaboración solo pueden dar indicaciones y pasado este tiempo pueden ayudar o consultar el recetario (en estos últimos casos pulsando el botón de pánico que hace que el reloj vaya a doble velocidad).
Las dos parejas ganadoras de la etapa de "Seguir al Chef" se disputan ganar la final cocinando una receta de la familia escogida por el chef. En este caso son los hijos los que cocinan la receta, con la misma mecánica anterior de ayuda materna y botón de pánico pasados diez minutos.
Una vez acabado el cocinado el juez (Juan Echanove) prueba los platos y decide quién es la pareja vencedora, que recibirá 6.000 euros de premio.

## Audiencias
| Temporada | Temporada | Episodios | Cadena    | Estreno             | Final               | Audiencia media | Audiencia media |
| Temporada | Temporada | Episodios | Cadena    | Estreno             | Final               | Espectadores    | Cuota           |
| --------- | --------- | --------- | --------- | ------------------- | ------------------- | --------------- | --------------- |
|           | 1         | 94        | Cuatro    | 14 de marzo de 2014 | 1 de agosto de 2014 | 355 000         | 3,9%            |
|           | 2         | 4         | Telecinco | 17 de julio de 2018 | 7 de agosto de 2018 | 925 000         | 8,9%            |

## Episodios

### Primera temporada (2014)
| Programas emitidos | Programas emitidos | Programas emitidos |
| N.º                | Emisión            | Audiencia          |
| ------------------ | ------------------ | ------------------ |
| VIP                | 14/03/14           | 1.144.000 (6,3%)   |
| 1                  | 17/03/14           | 361.000 (4,0%)     |
| 2                  | 18/03/14           | 294.000 (3,2%)     |
| 3                  | 19/03/14           | 423.000 (4,6%)     |
| 4                  | 20/03/14           | 255.000 (2,8%)     |
| 5                  | 21/03/14           | 257.000 (2,7%)     |
| 6                  | 21/03/14           | 833.000 (4,6%)     |
| 7                  | 24/03/14           | 386.000 (3,5%)     |
| 8                  | 25/03/14           | 343.000 (3,1%)     |
| 9                  | 26/03/14           | 349.000 (3,3%)     |
| 10                 | 27/03/14           | 328.000 (3,2%)     |
| 11                 | 28/03/14           | 341.000 (3,0%)     |
| VIP                | 28/03/14           | 707.000 (3,9%)     |
| 12                 | 31/03/14           | 274.000 (2,9%)     |
| 13                 | 01/04/14           | 334.000 (3,5%)     |
| 14                 | 02/04/14           | 315.000 (3,1%)     |
| 15                 | 03/04/14           | 295.000 (3,0%)     |
| VIP                | 03/04/14           | 624.000 (3,4%)     |
| 16                 | 04/04/14           | 330.000 (3,6%)     |
| 17                 | 07/04/14           | 294.000 (3,4%)     |
| 18                 | 08/04/14           | 283.000 (3,3%)     |
| 19                 | 09/04/14           | 385.000 (4,5%)     |
| 20                 | 10/04/14           | 316.000 (3,7%)     |
| 21                 | 11/04/14           | 234.000 (2,7%)     |
| 22                 | 14/04/14           | 342.000 (3,9%)     |
| 23                 | 15/04/14           | 286.000 (3,3%)     |
| 24                 | 16/04/14           | 299.000 (3,7%)     |
| 25                 | 21/04/14           | 331.000 (3,1%)     |
| 26                 | 22/04/14           | 318.000 (3,5%)     |
| 27                 | 23/04/14           | 271.000 (2,9%)     |
| 28                 | 24/04/14           | 338.000 (3,5%)     |
| 29                 | 25/04/14           | 324.000 (3,4%)     |
| 30                 | 28/04/14           | 333.000 (3,6%)     |
| 31                 | 29/04/14           | 328.000 (3,8%)     |
| 32                 | 30/04/14           | 400.000 (5,0%)     |
| 33                 | 05/05/14           | 280.000 (3,2%)     |
| 34                 | 06/05/14           | 375.000 (4,3%)     |
| 35                 | 07/05/14           | 406.000 (4,9%)     |
| 36                 | 08/05/14           | 325.000 (3,8%)     |
| 37                 | 09/05/14           | 408.000 (4,8%)     |
| 38                 | 12/05/14           | 332.000 (3,6%)     |
| 39                 | 13/05/14           | 318.000 (3,4%)     |
| 40                 | 14/05/14           | 345.000 (3,9%)     |
| 41                 | 15/05/14           | 320.000 (3,6%)     |
| 42                 | 16/05/14           | 236.000 (2,8%)     |
| 43                 | 19/05/14           | 374.000 (3,8%)     |
| 44                 | 20/05/14           | 433.000 (4,3%)     |
| 45                 | 21/05/14           | 403.000 (4,2%)     |
| 46                 | 22/05/14           | 404.000 (4,3%)     |
| 47                 | 23/05/14           | 384.000 (4,3%)     |
| 48                 | 26/05/14           | 382.000 (4,0%)     |
| 49                 | 27/05/14           | 299.000 (3,1%)     |
| 50                 | 28/05/14           | 389.000 (3,7%)     |
| 51                 | 29/05/14           | 343.000 (3,6%)     |
| 52                 | 30/05/14           | 345.000 (3,8%)     |
| 53                 | 03/06/14           | 336.000 (3,9%)     |
| 54                 | 04/06/14           | 342.000 (3,8%)     |
| 55                 | 05/06/14           | 305.000 (3,6%)     |
| 56                 | 06/06/14           | 315.000 (3,8%)     |
| 57                 | 09/06/14           | 316.000 (3,6%)     |
| 58                 | 10/06/14           | 423.000 (4,9%)     |
| 59                 | 11/06/14           | 390.000 (4,6%)     |
| 60                 | 12/06/14           | 431.000 (5,1%)     |
| 61                 | 13/06/14           | 412.000 (5,0%)     |
| 62                 | 17/06/14           | 371.000 (4,2%)     |
| 63                 | 18/06/14           | 379.000 (4,4%)     |
| 64                 | 19/06/14           | 377.000 (4,3%)     |
| 65                 | 20/06/14           | 378.000 (4,6%)     |
| 66                 | 23/06/14           | 239.000 (2,2%)     |
| 67                 | 27/06/14           | 237.000 (3,1%)     |
| 68                 | 30/06/14           | 328.000 (3,9%)     |
| 69                 | 01/07/14           | 291.000 (3,3%)     |
| 70                 | 02/07/14           | 340.000 (4,1%)     |
| 71                 | 03/07/14           | 335.000 (4,1%)     |
| VIP                | 04/07/14           | 247.000 (3,2%)     |
| 72                 | 07/07/14           | 323.000 (3,8%)     |
| 73                 | 08/07/14           | 269.000 (3,4%)     |
| 74                 | 09/07/14           | 280.000 (3,5%)     |
| 74                 | 10/07/14           | 242.000 (3,1%)     |
| 75                 | 11/07/14           | 235.000 (3,1%)     |
| 76                 | 14/07/14           | 313.000 (3,9%)     |
| 77                 | 15/07/14           | 362.000 (4,7%)     |
| 78                 | 16/07/14           | 281.000 (3,6%)     |
| 79                 | 17/07/14           | 261.000 (3,4%)     |
| 80                 | 18/07/14           | 290.000 (3,8%)     |
| 81                 | 21/07/14           | 289.000 (3,7%)     |
| 82                 | 22/07/14           | 351.000 (4,7%)     |
| 83                 | 23/07/14           | 389.000 (5,1%)     |
| 84                 | 24/07/14           | 306.000 (4,1%)     |
| 85                 | 25/07/14           | 353.000 (4,9%)     |
| 86                 | 28/07/14           | 406.000 (4,9%)     |
| 87                 | 29/07/14           | 326.000 (4,3%)     |
| 88                 | 30/07/14           | 305.000 (4,0%)     |
| 89                 | 31/07/14           | 307.000 (4,3%)     |
| 90                 | 01/08/14           | 274.000 (3,5%)     |

### Segunda temporada (2018)
| Programas emitidos | Programas emitidos                                                | Programas emitidos | Programas emitidos |
| N.º                | Concursantes                                                      | Emisión            | Audiencia          |
| ------------------ | ----------------------------------------------------------------- | ------------------ | ------------------ |
| VIP                | Lucas González y Rosa López / Alba Carrillo y Noemí Salazar       | 17/07/2018         | 1 331 000 (11,7%)  |
| 1                  | Antonio y Pablo, Belén y Pepo, Teresa y Sonia, Ana y Sara         | 24/07/2018         | 982 000 (7,9%)     |
| 2                  | Ana y Sara, Angelita y Déborah, Teresa y Jesús, Paca y Germán     | 31/07/2018         | 891 000 (7,4%)     |
| 3                  | Teresa y Jesús, Analisa y Diego, Margarita y Oscar, Juli y Alexia | 07/08/2018         | 496 000 (8,8%)     |

(N): Vencedores

## Versiones internacionales
El formato de televisión, creado en España, ha sido exportado a dieciséis países en el mundo.

### Ediciones extranjeras
| País            | Título                                                                                        | Canal              | Presentador(es)                       | Estreno                  | Final                   |
| --------------- | --------------------------------------------------------------------------------------------- | ------------------ | ------------------------------------- | ------------------------ | ----------------------- |
| Francia         | Ma mère cuisine mieux que la tienne !                                                         | M6                 | Jérôme Anthony y Stéphanie Le Quellec | 13 de marzo de 2017      | 14 de abril de 2017     |
| Portugal        | A minha mãe cozinha melhor que a tua                                                          | RTP1               | José Carlos Malato                    | 5 de noviembre de 2016   | 26 de enero de 2018     |
| Eslovaquia      | Moja mama varí lepšie ako tvoja                                                               | TV JOJ             | Milan Zimnýkoval                      | 17 de agosto de 2017     | En Curso                |
| República Checa | Nejlíp vaří moje máma!                                                                        | Nova               | Jaroslav Žídek y Emanuel Ridi         | 25 de mayo de 2015       | Actualmente en emisión  |
| Serbia          | Moja mama kuva bolje od tvoje                                                                 | Prva               | Marko Gvero                           | 4 de septiembre de 2015  | 14 de junio de 2016     |
| Vietnam         | Chuẩn Cơm Mẹ Nấu                                                                              | VTV 3              | Đai Nghỉa y Việt Hướng                | 3 de octubre de 2015     | Actualmente en emisión  |
| Grecia          | Η μαμά μου μαγειρεύει καλύτερα από τη δική σου I mamá mou mageirévei kalýtera apó ti dikí sou | ANT1               | Grigoris Arnautoglou                  | 18 de mayo de 2015       | 16 de diciembre de 2016 |
| Grecia          | Η μαμά μου μαγειρεύει καλύτερα από τη δική σου I mamá mou mageirévei kalýtera apó ti dikí sou | Skai TV            | Markos Seferlis                       | 11 de septiembre de 2023 | Actualmente en emisión  |
| Argentina       | Mi mamá cocina mejor que la tuya                                                              | El Trece           | Julián Weich                          | 1 de diciembre de 2014   | 27 de febrero de 2015   |
| Perú            | Mi mamá cocina mejor que la tuya                                                              | América Televisión | Ethel Pozo y Yaco Eskenazi            | 20 de agosto de 2017     | 29 de octubre de 2023   |
| Rumania         | Mama mea gătește mai bine                                                                     | Prima TV           | Valentin Sanfira y Horia Vîrlan       | 20 de abril de 2015      | Actualmente en emisión  |
| Eslovenia       | Moja mama kuha bolje!                                                                         | POP TV             | Jan Bučar                             | 8 de febrero de 2016     | 14 de noviembre de 2016 |
| Croacia         | Moja mama kuha najbolje                                                                       | Nova TV            | Ana Begić Tahiri                      | 8 de febrero de 2016     | Actualmente en emisión  |
| Líbano          | أمي أقوى من امك My mom cooks better than yours                                                | LBCI               | Michael Azzi                          | 30 de septiembre de 2017 | Actualmente en emisión  |
| Armenia         | ՄԱՄԱՅԻ ԵՓԱԾՆ ՈՒՐԻՇ Է Mamayi epacn urish                                                       | Shant TV           | Yorgo Glumen                          | 1 de octubre de 2017     | Actualmente en emisión  |
| Tailandia       | My Mom Cooks                                                                                  | Channel 3          | Pongpisit Chotsombat                  | 6 de enero de 2018       | Actualmente en emisión  |
| Austria         | Meine Mama kocht besser als deine                                                             | ORF                | Katharina Strasser                    | 6 de abril de 2018       | Actualmente en emisión  |